# Ha Eun-ju
Ha Eun-ju (하은주?; 25 settembre 1983) è un'ex cestista sudcoreana.

## Carriera
Con la Corea del Sud ha disputato le Olimpiadi del 2008 e tre Campionati asiatici (2007, 2009, 2013).